# David Jonathan Gross
David Jonathan Gross (Washington, 1941. február 19. –) amerikai fizikus és húrelmélet kutató. Frank Wilczekkel és Hugh David Politzerrel megosztva megkapta 2004-ben a  fizikai Nobel-díjat az erős kölcsönhatás elméletében fontos szerepet játszó aszimptotikus szabadság felfedezéséért.

## Munkássága
1973-ban Frank Wilczekkel dolgozott a Princetoni Egyetemen, közösen fedezték fel az aszimptotikus szabadságot, mely szerint, mennél közelebb van egymáshoz két kvark, annál gyengébben hatnak kölcsön, ha nagyon közel vannak egymáshoz, akkor szabad részecskéknek tekinthetőek. Az elmélet – melyet tőlük függetlenül fedezte fel David Politzer – fontos volt a kvantum-színdinamika további fejlődése szempontjából.
1985-ben Jeff Harveyvel, Emil Martinec-kel és Ryan Rohm-mel felfedezte a heterotikus húrelméletet.
Gross B.Sc. és M.Sc. szinteket a jeruzsálemi Héber Egyetemen szerezte meg 1962-ben, a Ph.D.-t a Kaliforniai Egyetemen, Berkeleyben, 1966-ban. 1997-ig a Princetoni Egyetem professzora volt. Jelenleg a Kaliforniai Egyetem Santa Barbara telephelyén található Kavli Elméleti Fizikai Intézet igazgatója.